# 永作博美
永作博美（1970年10月14日—），日本女演員，茨城縣行方郡（現行方市）出身。永作原為少女團體「ribbon」成員之一，其後轉型為專職演員，曾奪得多項電影獎，以穩定的演技獲得好評。

## 經歷
1988年，永作在富士電視台深夜節目《All Night Fuji》舉辦的「All Night Fuji女子高中生SP」選拔中獲得「Best Performer獎」，因而埋下進入藝能界的契機。1989年，參加同一電視台的節目《Paradise GoGo!》之藝人培訓班乙女塾，以第一期生的身分合格，並被選出與松野有里巳、佐藤愛子三人組成偶像團體「ribbon」，永作居中心位置。1995年ribbon停止活動之後，永作加入日本知名劇團「劇團新感線」，轉型成為專職演員。
1991年起，開始主演知名短篇系列《世界奇妙物語》，至2017年共計主演了八部，為此系列主演最多次數的演員。1996年，以電視劇《一個人住》獲得第11回日劇學院賞助演女優賞，演技開始受到注目與好評，其後在2008年，以電影《苦妹．喪姐．連環圖》獲得藍絲帶獎、電影旬報獎、橫濱電影節、報知電影獎和日本放送電影藝術大賞等各大電影獎的助演女優賞，為日本演技派演員之一。
2011年，以《第八日的蟬》中的出色演繹，再度獲得多項電影獎的最佳女主角及最佳女配角獎（不同授獎單位提名不同），並首次獲第35回日本電影金像獎最優秀助演女優賞。
2014年，首度和台灣女導演姜秀瓊合作，主演電影《寧靜咖啡館之歌》，2015年3月上映，並獲得第17屆台北電影節最佳女主角獎。

## 個人生活
2009年4月27日，和影像作家內藤貴明宣布婚訊。同年11月，公布懷孕4個月的消息。
2010年5月18日，永作的第1個兒子出生。2013年6月18日，女兒出生。

## 人物
- 本人曾在節目中表示，老家經營草莓園。
- 擁有廚師執照。曾在東京的專業烹飪學校研修，1990年完成課程。
- 因為天生娃娃臉，以24歲之姿在電視劇《さんかくはぁと》扮演高中生而造成話題。
- 劇團時期，雖然是團員中年紀較大的，但被團員當作妹妹一樣疼愛。

## 戲劇作品

### 電視劇
- 鎌倉恋愛委員会「出会いはオンタイム」（1991年，TBS電視台）
- 世界奇妙物語（富士電視台）
  - 第2系列「テレフォンカード」（1991年） - 共演・博美[6]
  - '94七夕の特別編「懲罰遊戲」（1994年） - 主演・ユキ
  - '96冬の特別編「赤ちゃん教育ソフト」（1996年） - 主演・渡邊紀子
  - '99春の特別編「協力者」（1999年） - 主演・深森和津美
  - '04春の特別編「サイゴノヒトトキ」（2004年） - 主演・鈴木彌生
  - '07春の特別編「雰差値教育」（2007年） - 主演・名城惠子
  - 世界奇妙物語 21世紀 21週年特別篇「缶けり」（2011年） ‐ 主演・藤村幸子
- 陽のあたる場所（1994年，富士電視台） - 山本ふみえ
- Level 7-空白の90日-（1994年，關西電視台）
- さんかくはぁと（1995年，朝日電視台） - 七海郁子
- カケオチのススメ（1995年，朝日電視台） - 鴬谷由比
- 内館牧子の失恋美術館「あの頃」（1995年，富士電視台）
- 恋のクロスロード （1996年，關西電視台）
- 京都埋蔵金伝説殺人事件（1996年，TBS電視台）
- 恐い女シリーズ「笑う女」（1996年，富士電視台） - 主演
- きっと誰かに逢うために（1996年，東京電視台） - （第6話guest）
- 天晴れ夜十郎（1996年，NHK） - おれん
- 一個人住（日语：ひとり暮らし）（1996年，TBS電視台） - 西島恭子
- いとしの未来ちゃん（1997年，朝日電視台） - （第1話guest）
- 金のたまご（1997年，TBS電視台） - 山口涼
- 青鳥（1997年，TBS電視台） - 秋本美紀子
- 冷たい月（1998年，日本電視台） - 森下美咲
- ひとりぼっちの君に（1998年，TBS電視台） - 本多里美
- 烏鯉（1998年，TBS電視台）
- くらげが眠るまで（1998年，SKY Perfect TV!） - 出町杳子
- 週末婚（1999年，TBS電視台） - 主演・浅井月子 
  - 週末婚SP（1999年10月1日）
- 玩具の神様（1999年，NHK）
- ディア・フレンド （1999年，TBS電視台） - 片平玲子
- ブラック・ジャック〜臓器農場行き幽霊バス〜（2000年，TBS電視台） - 佐山玲子
- 伝説の教師（2000年，日本電視台） - 神宮司絹香
- 百年物語 第2夜 愛は哀しみをこえて（2000年，TBS電視台） - 島崎芳江
- 午前三時のルースター （2000年，朝日電視台） - 今井美奈子
- ちいさな橋を架ける （2001年，每日電視台）
- 愛在記憶深處（日语：Pure Soul〜君が僕を忘れても〜）（2001年，日本電視台） - 主演・瀬田薫
- 慎吾ママSP おっはーは世界を救う（2001年，富士電視台）
- 憧れの人 （2001年，關西電視台）
- 婚外戀愛（日语：婚外恋愛）（2002年，朝日電視台） - 主演・湯浅みつる
- 海猿（2002年，NHK BS） - 浦部美晴 
  - 海猿2（2003年，NHK BS）- 浦部美晴
- 伝説のマダム（2003年，讀賣電視台） - 光善寺玲子
- 負け犬女の壁第1話「結婚は、未だ現れない大トロと? or 近くにいるアジ男と?」（2004年，TBS電視台） - 主演・城真奈美
- ラストプレゼント 娘と生きる最後の夏（2004年，日本電視台） - 百瀬有里
- 四谷くんと大塚くん/天才少年探偵登場の巻（2004年，TBS電視台） - 中尾洋子
- 一番大切なデート（2004年、TBS電視台） - 主演・長谷川カヤノ
- 為愛瘋狂（日语：恋のから騒ぎ#〜Love Stories〜）SP（2004年，日本電視台） - 主演・雁野スミ子
- 交渉人 （2005年，朝日電視台） - 遠野麻衣子
- 幸福2020（2005年、NHK） - 主演・秋月雪乃
- 死亡推定時刻（2006年，富士電視台） - 渡辺美貴子
- 女と男と物語PARTⅢ「第10話　ぷろぽーず」（2005年，ABC電視台） - 築田ともみ
- 時效警察（2006年，朝日電視台） - アヤメ旅子（第4話guest）
- 功名十字路（2006年，NHK） - 茶々→淀
- 週刊真木よう子（2008年，東京電視台） - カモメ（第12話guest）
- 四個謊言（2008年，朝日電視台） - 主演・原詩文
- 福家警部補的問候〜オッカムの剃刀〜（2009年，NHK） - 主演・福家警部補
- 生命之島（日语：いのちの島）（2009年，TBS電視台） - 主演・神野めぐみ
- 蛇人（日语：蛇のひと）（2009年，WOWOW） - 主演・三辺陽子
- 女人不妥協(2010年，日本電視台） - 長部璃子
- 十一字殺人（2011年，富士電視台） - 主演・結城梨花子
- 愛・命（日语：愛・命 〜新宿歌舞伎町駆け込み寺〜）（2011年，朝日電視台） - 中原洋子
- 壞媽媽（2012年，日本電視台） - 主演・丸岡高子
- 私という運命について（2014年，WOWOW） - 主演・冬木亞紀
- 告別自己（2014年，NHK） - 主演・星野友美
- いとの森の家（2015年，NHK福岡電視台） - 主演・加奈子
- 美麗的三個謊言（日语：美しき三つの嘘） 第1話「ムーンストーン」（2016年1月4日，富士電視台） - 主演・大庭小百合
- 芭蕾刑警（日语：刑事バレリーノ）（2016年1月9日，日本電視台） - 深平あずさ
- 三日月（日语：みかづき (小説)#テレビドラマ）（2019年1月26日，NHK） - 主演・赤坂千明（與高橋一生雙主演）
- 同一屋簷下的四個女人（日语：あの家に暮らす四人の女）（2019年9月30日，NHK） - 谷山雪乃
- 左手射籃（日语：左手一本のシュート）（2020年3月14日，BS-TBS） - 田中一女
- 半徑5公尺（日语：半径5メートル）（2021年4月30日，NHK） - 龜山寶子
- 連続テレビ小説 舞いあがれ!（日语：連続テレビ小説 舞いあがれ!）（2022年10月，NHK） - 岩倉めぐみ

### 電影
- ドッペルゲンガー（2003年、アミューズピクチャーズ） - 由佳
- 石井のおとうさんありがとう（2004年、現代ぷろだくしょん） - 石井品子
- 空中庭園（2005年、アスミック・エース） - 飯塚麻子
- 天使（2006年、松竹） - カスミ 役
- 好きだ、（2006年、ビターズ・エンド） - ユウ
- 気球クラブ、その後（2006年、エム・エフボックス） - 美津子 役
- 苦妹．喪姐．連環圖（日语：腑抜けども、悲しみの愛を見せろ#映画版）（2007年、ファントム・フィルム） - 和合待子
- ドルフィンブルー フジ、もういちど宙へ（2007年、松竹） - 日下部七海
- クローズド・ノート（2007年、東寶） - 可奈子
- 不要嘲笑我們的性（日语：人のセックスを笑うな#映画版）（2008年、東京テアトル） - 主演・ユリ
- 同窓会（2008年、エスピーオー） - 友永雪
- R246 STORY「弁当夫婦」（2008年、ゴー・シネマ）
- その日のまえに（2008年、角川電影） - 日野原とし子
- 魔法使的條件真人版（2008年、日活） - ソラの母
- クローンは故郷をめざす（2009年、アグン・インク） - 高原時枝
- 野獸冒險樂園（2010年、華納兄弟） - KW（日本版配音）
- 脇役物語（2010年、東京テアトル） - アヤ
- 酒醒就回家（日语：酔いがさめたら、うちに帰ろう。）（2010年、ビターズ・エンド） - 園田由紀
- 第八日的蟬（2011年、松竹） - 野々宮希和子
- 四十九日のレシピ（2013年、ギャガ） - 主演・熱田百合子
- 所羅門的偽證  (日語：ソロモンの偽証)（2015年、松竹） - 三宅未来
- 夫婦フーフー日記（2015年、ショウゲート） - 主演・ユーコ（ヨメ）
- 寧靜咖啡館之歌（2015年） - 主演・美咲
- 夫婦日記（日语：がんフーフー日記#映画）（2015年） - 主演・ユーコ（與佐佐木藏之介雙掛主演）
- 晨曦將至（日语：キャスト（映画））（2020年） - 主演・栗原佐都子

### 舞臺劇
- タイムスリップ黄金丸　（1993年）
- Stand by me（1994年）
- 下北ビートニクス（1996年）
- 一人芝居「水物語」（1997年）
- ラヴ・レターズ（1998年）
- オレアナ（1999年）
- 恋愛戯曲（2000年）
- 人間風車（2003年）
- ふたたびの恋（2003年）
- LAST SHOW（2005年）
- ドラクル God Fearing Dracul（2007年）
- 幸せ最高ありがとうマジで!（2008年）
- 雨（2011年）
- シレンとラギ（2012年） - 主演・シレン
- PLUTO（2015年） - ウラン、ヘレナ（分飾兩角）

## 音樂作品

### 單曲
1. My Home Town　（1993年8月4日）
（c/w）　届かぬ思い
2. Without You　（1994年1月21日）
（c/w）　あなただけに
3. 逢いにきて　（1994年6月17日）
（c/w）　恋と微笑みと花
4. 9:01PM　（1998年2月25日）「HIROMI NG」名義
（c/w）　ひらめき

### 專輯
- N（1993年9月1日）
- Here and Now（1994年7月21日）
- 「永作博美」SINGLESコンプリート（2007年8月17日）

## 特集、紀實
- たけしの万物創世紀（1996年4月 - 1996年9月、朝日） -固定班底
- 女たちの北京オリンピックSP（2008年、TBS） - 旁白
- 奇跡の地球物語〜近未来創造サイエンス（2009年10月4日、朝日） - 旁白
- 追跡!AtoZ（2010年11月13日 - 不定期、NHK） - 旁白
- 世界ふれあい街歩き（不定期、NHK） - 旁白

## 廣告代言
- 豐田汽車「カローラツーリングワゴン」（1995年）
- オーエムエムジー「O-net」（1997年）
- リクルート「ゼクシィ」（1998年）
- 常盤薬品「ベジタブルウォーター」（1998年）
- 花王「エッセンシャル ダメージケア」（1998年 - 2000年、2012年 - ）
- キリンビバレッジ「生茶」（2001年）
- 資生堂
  - 「リチャードホワイティス」（2001年）
  - 「ELIXIR SUPERIEUR」（2010年 - 2011年）
- 三得利「それから」（2004年）
- 月桂冠「つき」（2006年）
- 大和House工業「xevo」（2008年 - 2009年）
- 大塚製藥「ネイチャーメイド」（2008年 - 2009年）
- 日本火腿「新鮮生活ZERO 糖質0ロースハム」（2009年）
- Lion「スマイル40EX」（2009年 - 2010年）
- 札幌啤酒「サッポロ 金のオフ」（2011年 - ）
- カネボウ化粧品「コフレドール」（2012年 - ）
- 明治「プレミアムアイスクリーム グラン」（2012年 - ）
- アコム（2013年 - ）
- 日本コカ・コーラ「ジョージア ほっとジョージア」（2013年 - ）

## 書籍
- やうやう（2008年1月17日、リトル・モア）ISBN 978-4898152300
- Uk.asagan（1997年4月21日、ぶんか社、撮影：リュウ ハナブサ）ISBN 978-4821121427
- 月刊永作博美(SHINCHO MOOK)（1998年12月、新潮社、撮影：平間至）ISBN 978-4107900548
- NAGASAKU BOXX（2001年7月11日、新潮社、撮影：操上和美、斎藤芽生）ISBN 978-4104484010

## 獎項
1996年度
- 第11回日劇學院賞 助演女優賞（一個人住（日语：ひとり暮らし））

1997年度
- 第52回日本放送電影藝術大賞 電視部門 最優秀助演女優賞（青鳥）

1999年度
- 第21回日劇學院賞 主演女優賞（週末婚）
- 第54回日本放送電影藝術大賞 電視部門 優秀主演女優賞（週末婚）

2006年度
- 第21回高崎電影節（日语：高崎映画祭） 最優秀助演女優賞（喜歡你、（日语：好きだ））

2007年度
- 第17回日本電影影評人大獎 助演女優賞（苦妹．喪姐．連環圖（日语：腑抜けども、悲しみの愛を見せろ#映画版））
- 第50回藍絲帶獎 助演女優賞（苦妹．喪姐．連環圖（日语：腑抜けども、悲しみの愛を見せろ#映画版））
- 第81回電影旬報獎 助演女優賞（苦妹．喪姐．連環圖（日语：腑抜けども、悲しみの愛を見せろ#映画版））
- 第29回橫濱電影節 助演女優賞（苦妹．喪姐．連環圖（日语：腑抜けども、悲しみの愛を見せろ#映画版））
- 第32回報知電影獎 助演女優賞（苦妹．喪姐．連環圖（日语：腑抜けども、悲しみの愛を見せろ#映画版））
- 第12回日本網路電影大獎 助演女優賞（苦妹．喪姐．連環圖（日语：腑抜けども、悲しみの愛を見せろ#映画版））
- 第62回日本放送電影藝術大賞 電影部門 最優秀助演女優賞（苦妹．喪姐．連環圖（日语：腑抜けども、悲しみの愛を見せろ#映画版））

2010年度
- 第13回加州獨立影展 最優秀女優賞（脇役物語）
- 第20回日本電影影評人大獎 主演女優賞（酒醒就回家（日语：酔いがさめたら、うちに帰ろう。））
- 第65回日本放送電影藝術大賞 電視部門 優秀助演女優賞（不妥協的女人）

2011年度
- 第35回山路文子電影獎 女優賞（酒醒就回家（日语：酔いがさめたら、うちに帰ろう。））
- 第3回TAMA電影獎（日语：TAMA CINEMA FORUM） 最優秀女優賞（酒醒就回家（日语：酔いがさめたら、うちに帰ろう。）、第八日的蟬）
- 第66回每日電影獎 女優助演賞（第八日的蟬）
- 第85回電影旬報獎 主演女優賞（第八日的蟬）
- 第54回藍絲帶獎 主演女優賞（第八日的蟬）
- 第36回報知電影獎 主演女優賞（酒醒就回家（日语：酔いがさめたら、うちに帰ろう。）、第八日的蟬）
- 第16回日本網路電影大獎 主演女優賞（第八日的蟬、酒醒就回家（日语：酔いがさめたら、うちに帰ろう。））
- 第35回日本電影金像獎 最優秀助演女優賞（第八日的蟬）
- 第66回日本放送電影藝術大賞 電影部門 優秀助演女優賞（第八日的蟬）

2015年度
- 第17屆台北電影節 最佳女主角獎（寧靜咖啡館之歌）

## 外部連結
- 官方網站 （页面存档备份，存于）